# PC Building Simulator 2
PC Building Simulator 2 è un videogioco gestionale sviluppato da Spiral House e pubblicato da Epic Games Publishing. Si tratta del seguito di PC Building Simulator ed è stato distribuito il 12 ottobre 2022 per Microsoft Windows.
Il gioco include componenti basati su hardware reali prodotti da numerosi marchi specializzati che hanno collaborato al progetto, tra cui AMD, Intel e NVIDIA.

## Modalità di gioco
Come nel primo capitolo, il gioco si concentra sulla gestione di un laboratorio specializzato nella costruzione e manutenzione di PC, principalmente orientati al gioco.
PC Building Simulator 2 amplia le funzionalità del titolo originale introducendo nuove caratteristiche nelle due principali modalità di gioco: Carriera e Costruzione libera. Il sequel consente ai giocatori di installare applicazioni senza dover riavviare il PC su cui stanno lavorando e offre una personalizzazione più approfondita dei computer. Inoltre, molte applicazioni presenti nel gioco precedente sono state aggiornate, e l'aspetto grafico generale è stato migliorato.
Nella modalità carriera, il giocatore si trasferisce nel laboratorio di riparazione PC dello zio Tim, situato nel Regno Unito, a seguito di un incendio. All'inizio del gioco, vengono assegnati incarichi semplici, come eseguire una scansione antivirus per il primo cliente. Con l'avanzare del gioco, sarà possibile accedere a strumenti più sofisticati e affrontare lavori più complessi.

## Sviluppo
Il trailer di PC Building Simulator 2 è stato pubblicato nel marzo 2022. Successivamente, dal 11 al 20 giugno dello stesso anno, è stata resa disponibile una beta aperta del gioco, consentendo ai giocatori di testarlo gratuitamente.
Il titolo è stato pubblicato da Epic Games Publishing nell'ottobre 2022, in esclusiva sull'Epic Games Store.

## Accoglienza
PC Building Simulator 2 ha ricevuto recensioni generalmente favorevoli, secondo il sito di aggregazione Metacritic.
NME ha apprezzato la rappresentazione accurata della costruzione e riparazione di PC, pur osservando che il gioco potrebbe perdere appeal nel lungo periodo. Dexerto ha elogiato le migliorie e le nuove funzionalità rispetto al predecessore, mentre GameSpew lo ha definito un nuovo punto di riferimento per i giochi di simulazione.
Multiplayer.it ha sottolineato la varietà dei componenti hardware e l'eccellente esperienza simulativa. Impulse Gamer ha criticato la colonna sonora, ritenendola poco ispirata, ma ha descritto il gioco come un'ottima simulazione e un valido strumento educativo per aspiranti assemblatori di PC.
Infine, Sector.sk ha riconosciuto il gioco come un sequel completo, pur lamentando la monotonia e ripetitività della campagna.